# Taplejung District
Taplejung District er et af Nepals 75 administrative og politiske regioner, betegnet distrikter (lokalt betegnet district, zilla, jilla el. जिल्ला). Taplejung er et bjerg-distrikt, som ligger i Mechi Zone i Eastern Development Region.
Taplejung areal er 3.646 km² og der boede ved folketællingen 2001 i alt 134.698 og i 2007 150.458 i distriktet. Distriktets politiske organ District Development Committee er sammensat gennem indirekte valg, med repræsentation fra hver af de 9-17 administrative enheder ilakaer, hvert distrikt er opdelt i. 
Taplejung District er endvidere opdelt i 50 udviklingskommuner (lokalt navn: Gaun Bikas Samiti (G.B.S.) el. Village Development Committee (VDC)), hvoraf byer med over 10.000 indbyggere kategoriseres som købstæder (municipalities). 
Taplejung District er udviklingsmæssigt – gennem anvendelse af FN og UNDP's Human Development Index – kategoriseret som nr. 36 ud af Nepals 75 distrikter.

## Eksterne links
- Kort over Taplejung District
- Taplejung District sundhedsprofil – fra FN-Nepal (på engelsk)

27°21′00″N 87°40′00″Ø / 27.35°N 87.66667°Ø